# Dekanat kazimierski (diecezja kielecka)
Dekanat kazimierski – jeden z 33 dekanatów rzymskokatolickiej diecezji kieleckiej. Tworzy go 12 parafii:
- Bejsce – pw. św. Mikołaja b. w.
- Cudzynowice – pw. Wszystkich Świętych
- Gorzków – pw. św. Małgorzaty dz. m.
- Kazimierza Mała – pw. Wniebowzięcia Najświętszej Maryi Panny
- Kazimierza Wielka – pw. Miłosierdzia Bożego
- Kazimierza Wielka – pw. Podwyższenia Krzyża Świętego
- Koszyce – pw. św. Marii Magdaleny
- Książnice Wielkie – pw. Wniebowzięcia Najświętszej Maryi Panny
- Przemyków – pw. św. Katarzyny dz. m.
- Rachwałowice – pw. Narodzenia Najświętszej Maryi Panny
- Skorczów – pw. Matki Bożej Częstochowskiej
- Witów – pw. Trójcy Świętej